# Ткач, Анатолий Петрович
Анатолий Петрович Ткач (укр. Анатолій Петрович Ткач; 29 сентября 1921, Новоселовка, ныне Николаевская область — 29 мая 1979, Киев) — украинский советский учёный-правовед, специалист в области гражданского права, доктор юридических наук (1970), профессор (1970).

## Биография
Родился 29 сентября 1921 года в селе Новоселовке (ныне Доманевского района Николаевской области, Украина).
В рядах РККА с 1939 года. Закончил Краснодарское объединенное военное авиационное училище. Участник Великой Отечественной войны. Служил лётчиком-наблюдателем в 742-м отдельном разведывательном авиационном полку, старший лейтенант.
В 1951 году окончил юридический факультет Киевского университета. В 1953—1956 годах заведовал юридической консультацией Подольского района Киева. С 1956 года — в Высшей партийной школе при ЦК КПУ: преподаватель, доцент, профессор, заведующий кафедрой советского и партийного строительства.
Умер в Киеве 29 мая 1979 года. Похоронен на Байковом кладбище (участок № 33).

## Научная деятельность
Исследовал проблемы гражданского права. Автор монографии «Правовое регулирование капитального строительства» (1969) и других научных работ, учебных пособий.